# کاخ ملکه مادر
کاخ ملکه مادر این کاخ که از بناهای دوره پهلوی دوم است که در مجاورت شهر چالوس در روستای مازو پشته، ابتدای جاده زوات و در ابتدای کمربندی نمک آبرود در کنار جنگل احداث شده است. این کاخ در دو طبقه ساخته شده است و برای اقامت موقت مادر محمدرضا پهلوی، تاج‌الملوک آیرُملو (همسر دوم رضاشاه) در مدتی که محمدرضا پهلوی در رامسر به سر می‌برد به دستور وی و توسط بنیاد پهلوی و تحت نظر اسدالله علم ساخته شد. این کاخ معماری خاص و زیبایی دارد که در زمینی به مساحت ۵۰۰۰۰ متر مربع بنا گردیده است. کاخ مادر که یک دارایی ملی است توسط بنیاد شهید در یک مزایده صوری به مالک خصوصی واگذار شده و برای استفاده از زمین آن به حال خود رها شده است و در حال تخریب است. تاکنون تلاشی جدی برای ثبت این اثر تاریخی و فرهنگی صورت نگرفته است و به خاطر حفظ منافع خاص، تلاشی نیز برای معرفی آن صورت نمی‌پذیرد.